# ハイスクール大脱走
『ハイスクール大脱走』（ハイスクールだいだっそう）は、1991年1月9日から同年3月27日までテレビ東京系列で放送されていたテレビドラマである。テレビ東京と東宝の共同製作。放送時間は毎週水曜 20:00 - 20:54 （日本標準時）。

## キャスト
- 栗山つぐみ：深津絵里
- 木戸勇介：中上雅巳
- 亮子：小高恵美
- 谷教頭：黒田福美
- 田島毅：小倉久寛
- 鍋釜：三宅裕司
- 伊集院太郎：夏木陽介
- 小沢仁志
- 大河内浩
- 吉永みのり
- 速水渓
- 宮澤美保

## スタッフ
- 原作：「三十三人目の探偵」吉村達也
- 脚本：小林政広
- 演出：中山秀一
- プロデューサー：只野研治、橋本かおり、新江幸生、三井孝俊、安念正一
- チーフプロデューサー：渡辺つとむ
- 製作：テレビ東京、東宝

## 楽曲
主題歌「心は言葉につつまれて」
歌：FLYING KIDS / レーベル：ビクター音楽産業
挿入歌「NIGHT-CLUBBING」
歌：深津絵里＋中上雅巳 / レーベル：ビクター音楽産業
| テレビ東京系列 水曜20:00枠                            | テレビ東京系列 水曜20:00枠                          | テレビ東京系列 水曜20:00枠                             |
| 前番組                                                | 番組名                                              | 次番組                                                 |
| ----------------------------------------------------- | --------------------------------------------------- | ------------------------------------------------------ |
| 泥棒に手を出すな! （1990年10月17日 - 1990年12月26日） | ハイスクール大脱走 （1991年1月9日 - 1991年3月27日） | 愛川欽也のロマン探訪 （1991年4月17日 - 1991年9月18日） |

| スタブアイコン | サブスタブ | この項目は、まだ閲覧者の調べものの参照としては役立たない、テレビ番組に関連した書きかけの項目です。この項目を加筆・訂正などしてくださる協力者を求めています（P:テレビ/PJ:放送または配信の番組）。 |